# 湘南を本拠地にするスポーツチーム
湘南を本拠地にするスポーツチーム
神奈川県の湘南（平塚市、藤沢市、茅ヶ崎市、秦野市、伊勢原市、寒川町、大磯町、二宮町）に本拠地を置いている主要なスポーツクラブを取り上げる。

## サッカー

### Jリーグ
- 湘南ベルマーレ（平塚市など10市町を含む） - 旧チーム名は「ベルマーレ平塚」、前身は「藤和不動産サッカー部」および「フジタサッカークラブ」

### 関東サッカーリーグ
- 東邦チタニウム（茅ヶ崎市）

### 神奈川県社会人サッカーリーグ

#### 1部
- 神奈川大学SC（平塚市、横浜市）

#### 2部

##### Aブロック
- 平塚SC（平塚市）

##### Bブロック
- エブリサ藤沢ユナイテッド（藤沢市）
- FCSC（藤沢市）
- 江ノ島フリッパーズ（藤沢市）
- 山王FC（平塚市・伊勢原市・厚木市・秦野市・海老名市・綾瀬市・大和市）
- パジャッソ（平塚市）
- デスペルーホ藤沢（藤沢市）
- FC八部（藤沢市）

#### 3部

##### Aブロック
- Reunited（藤沢市、横浜市）

##### Bブロック
- トトカルチョ湘南（藤沢市）

##### Dブロック
- 東海FC.WINGS（平塚市）

##### Fブロック
- DFBリベロ（藤沢市・大和市）
- Tsujido FC（藤沢市）
- 湘南Tipsion（茅ヶ崎市・大磯町）

##### Gブロック
- DURO FC（秦野市）

##### Hブロック
- ヘラクレス大磯（大磯町）
- FC伊勢原フォルティシモ（伊勢原市）
- 秦野FC（秦野市）
- バイラール湘南（平塚市）

##### Kブロック
- Amistad FC（秦野市）

##### Pブロック
- 江の島FC（藤沢市）
- フットワーククラブ寒川（寒川町）

##### Qブロック
- OSA FC（大磯町）
- FIVE STAR（藤沢市） - 旧チーム名は「トリトン藤沢」から改称

### 過去に本拠としていたチーム
- フジタ天台SCマーキュリー（平塚市） - 現在は廃部。

## 野球

### 社会人野球
- 湘南ひらつかマルユウベースボールクラブ（平塚市）
- いすゞ自動車硬式野球部（川崎市→藤沢市） - 現在は活動休止

## バレーボール

### 過去に本拠としていたチーム
- ヤクルト本社バレーボール部（藤沢市） - 現在は廃部。

## バスケットボール

### B3リーグ
- 湘南ユナイテッドBC（藤沢市、茅ヶ崎市、寒川町）

## 陸上競技
- プレス工業陸上競技部（藤沢市）